# Petar Čaulev
Petar Čaulev (v makedonsky Петар Чаулев; 18. prosince 1881, Ochrid, Osmanská říše – 23. prosince 1924, Milano, Itálie) byl bulharský povstalec, člen hnutí VMRO. Znám byl pod pseudonymy Ezerski, Stefka, Karaormanski, Majski, Turlakov, nebo Wasserman. V Severní Makedonii je považován za Makedonce.
Čaulev vystudoval gymnázium v Bitole. Účastnil se Ilindenského povstání. Velel Ohridskému revolučnimu výboru; v roce 1911 byl členem vedení organizace VMRO. Bojoval v první i druhé balkánské válce[zdroj?]; účastnil se tikvešského a ohridsko-debarského povstání. Během první světové války byl oblastním náčelníkem v Ohridu. Po skončení konfliktu se účastnil s Todorem Aleksandrovem a Aleksanderem Protogerovem různých aktivit v rámci VMRO. Usiloval o přiblížení makedonské revoluční organizace k Sovětskému svazu, a proto navázal vztahy s Kominternou. Byl signatářem květnového manifestu. Zemřel násilnou smrtí; zavraždil jej Dimitar Stefanov, další člen organizace VMRO.